# Sacramentarium Leonianum
Le Sacramentarium Leonianum (ou sacramentaire léonien) est un recueil de prières liturgiques du Ve siècle, copié au VIe siècle.
Le manuscrit original de ce sacramentaire fut découvert à la bibliothèque du chapitre de la cathédrale de Vérone par le marquis Scipione Maffei. Sa publication eut lieu en 1735 par Giuseppe Bianchini dans son ouvrage intitulé Anastasius Bibliothecarius en quatre volumes. Il est nommé, par Bianchini, Sacramentarium Leonianum, d'après Léon le Grand, pape de 440 à 461, à l'époque de cette liturgie.
Le sacramentaire est actuellement conservé à la bibliothèque capitulaire de Vérone, comme manuscrit LXXXV (85),.

## Historique
Ce sacramentaire est considéré comme le manuscrit de sacramentaire le plus ancien subsistant jusqu'à nos jours. Mais sa datation reste encore variée. D'après Mgr Louis Duchesne, il aurait été copié en 538 environ, car il fait allusion à la délivrance de Rome des Wisigoths, mettant fin aux datations le faisant remonter au Ve siècle qui considéraient qu'il avait été rédigé après l'invasion d'Alaric en 402, ou bien qu'il aurait été composé sous le règne de Félix III avant 492. Antoine Chavasse adoptait sa fabrication sous le pontificat de Jean III (561 - 574). De nos jours, Dom Anselme Davril donne une datation vers 560 stemma d'anciens sacramentaires.
Les dernières études démontrent qu'il ne s'agit pas d'un sacramentaire au sens strict, mais d'un recueil de prières liturgiques à l'usage privé. Il s'appuie sur l'expression de la liturgie romaine, telle qu'elle était fixée au Ve siècle.
L'historien autrichien Buchwald a émis l'hypothèse en 1908 que le manuscrit du Sacramentarium Leonianum a été copié pour introduire l'usage romain en Gaule, vers le VIIe siècle et aurait été écrit dans l'entourage de saint Martin de Tours.
Il est vrai que de nombreux éléments de celui-ci se trouvent dans les sacramentaires tardifs, par exemple, sacramentaire gélasien, sacramentaire grégorien. C'est la raison pour laquelle les chercheurs considéraient jadis qu'il s'agirait de l'origine de tous les sacramentaires romains. Or, aujourd'hui on pense que l'origine de ces derniers était des manuscrits perdus et non le Sacramentarium Leoniarum. En résumé, il est probable que le léonien était un extrait de ce sacramentaire hypothétique,.

## Contenu
Le manuscrit représente un exemple unique de la liturgie romaine sans ajouts gallicans, mais il ne reprend ni le canon ni l'ordinaire de la messe, mais des propres (collectes, secrètes, préfaces, postcommunions et orationes super populum) de différentes messes ordonnées selon le calendrier civil. Il commence par le milieu de la sixième messe du mois d'avril et se termine par la prière In ieiunio mensis decimi, c'est-à-dire l'hiver des Quatre-Temps. Chaque mois comporte un nombre important de messes pour les fêtes, les jours fériés, etc. Ainsi pour la fête des Saints Pierre et Paul (le 29 juin), on ne trouve pas moins de vingt-huit messes variées, commençant toutes par Item alia. Il y en a quatorze pour la Saint Laurent; vingt-trois pour l'anniversaire de la consécration d'un évêque, etc.
Le copiste a transcrit autant de messes qu'il le pouvait, mais parfois avec négligence; ainsi certaines de ces messes In natali episcoporum n'ont rien à voir avec cet anniversaire, mais sont plutôt des messes pour le temps ordinaire après la Pentecôte. Au milieu d'une messe consacrée à saint Cyprien et à saint Corneille, le copiste a retranscrit la préface d'une messe de sainte Euphémie; une messe insérée pour le nouvel an du calendrier civil est placée parmi les messes des martyrs. Des messes pour la Saint Étienne (26 décembre) avec des références évidentes à la Nativité sont placées en août, confondant d'évidence la fête de l'Invention des reliques du Protomartyr (3 août).
Le manuscrit contient des allusions aux fêtes locales romaines: ainsi une collecte, devant être dite par un évêque pour l'anniversaire de sa consécration, ne peut l'être que par le pape; la préface de la fête des Saints Pierre et Paul, patrons de Rome, rappelle qu'ils sont enterrés « dans les limites de cette ville » et les messes de ces saints font continuellement référence à la ville de Rome. Le sacramentaire léonien se distinguait, en fait, d'un grand nombre de préfaces, entre deux et trois cents. Cela signifie que ce livre liturgique primitif contient de tous les textes requis alors que, sans doute, le Vatican utilisait tardivement un livre de préfaces, séparé, afin de compléter le sacramentaire grégorien.

## Source
- (de) Cet article est partiellement ou en totalité issu de l’article de Wikipédia en allemand intitulé « Sacramentarium Leonianum » (voir la liste des auteurs).